# Stylogaster amapaensis
Stylogaster amapaensis är en tvåvingeart som beskrevs av Monteiro 1960. Stylogaster amapaensis ingår i släktet Stylogaster och familjen stekelflugor. Inga underarter finns listade i Catalogue of Life.